# Dendrocopos macei
A Dendrocopos macei a madarak (Aves) osztályának harkályalakúak (Piciformes) rendjébe, ezen belül a harkályfélék (Picidae) családjába tartozó faj.

## Rendszerezése
A fajt Edward Blyth francia ornitológus írta le 1818-ban, a Picus nembe Picus macei néven.

## Alfajai
- Dendrocopos macei analis[2] vagy Dendrocopos analis[1] (Bonaparte, 1850)
- Dendrocopos macei andamanensis (Blyth, 1859)
- Dendrocopos macei longipennis Hesse, 1912
- Dendrocopos macei macei (Vieillot, 1818)
- Dendrocopos macei westermani (Blyth, 1870)[3]

## Előfordulása
Ázsia déli részén, Banglades, Bhután, India, Mianmar, Nepál és Pakisztán területén honos. A természetes élőhelye a szubtrópusi vagy trópusi síkvidéki és hegyi esőerdők, száraz erdők, legelők és cserjések, valamint ültetvények és vidéki kertek. Állandó, nem vonuló faj.

## Megjelenése
Testhossza 18–20 centiméter, testtömege 23–38 gramm.
|  |

## Életmódja
Rovarokkal és hangyákkal táplálkozik, de fogyaszt bogyókat és gyümölcsöket is.